# Lundnopping
Lundnopping (Entoloma queletii) är en svampart som först beskrevs av Jean Louis Emile Boudier, och fick sitt nu gällande namn av Machiel Evert ("Chiel") Noordeloos 1983. Lundnopping ingår i släktet Entoloma och familjen Entolomataceae.  Arten är reproducerande i Sverige. Inga underarter finns listade i Catalogue of Life.
Arten är uppkallad efter den franske mykologen Lucien Quélet.

## Bildgalleri

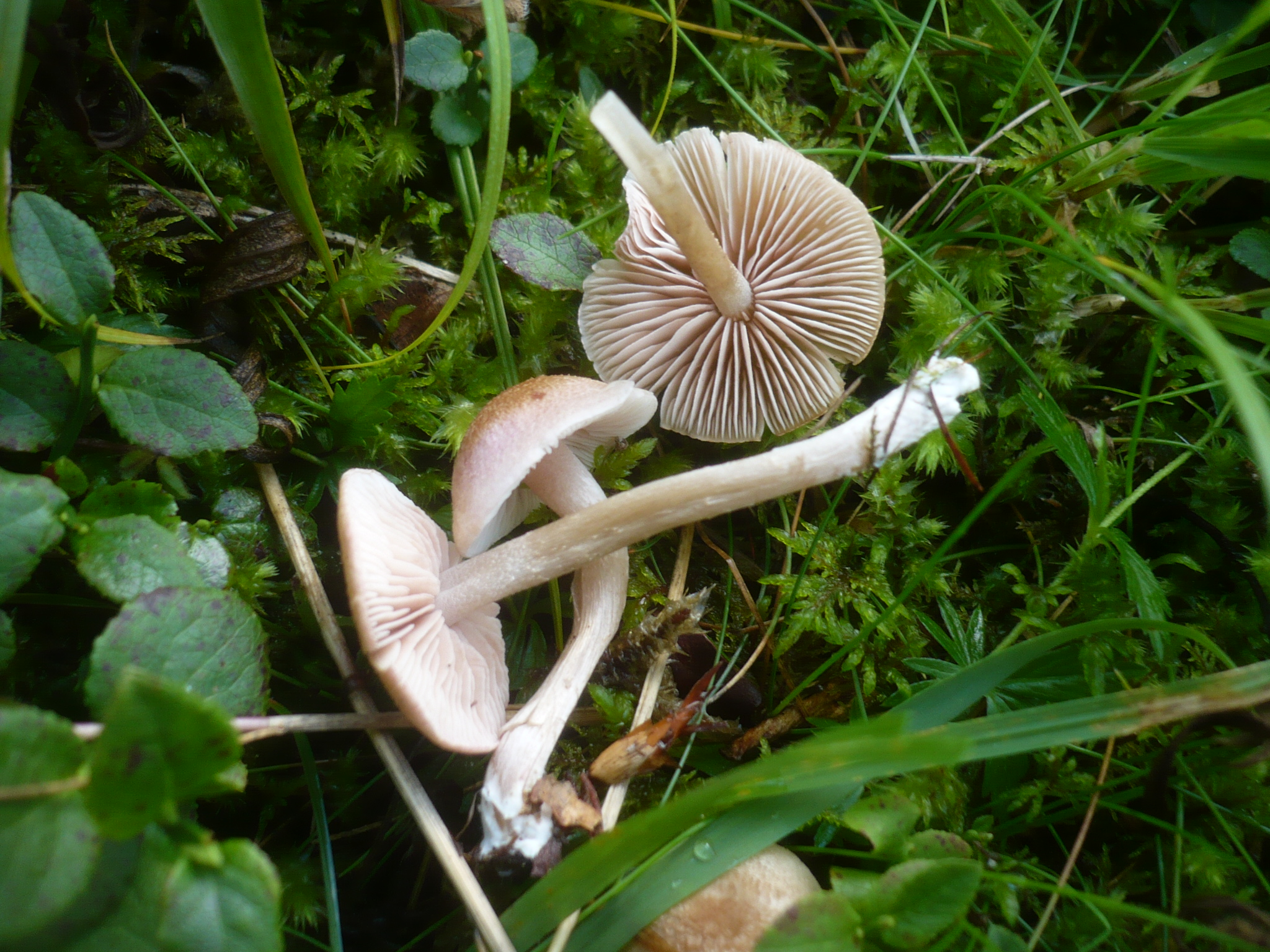
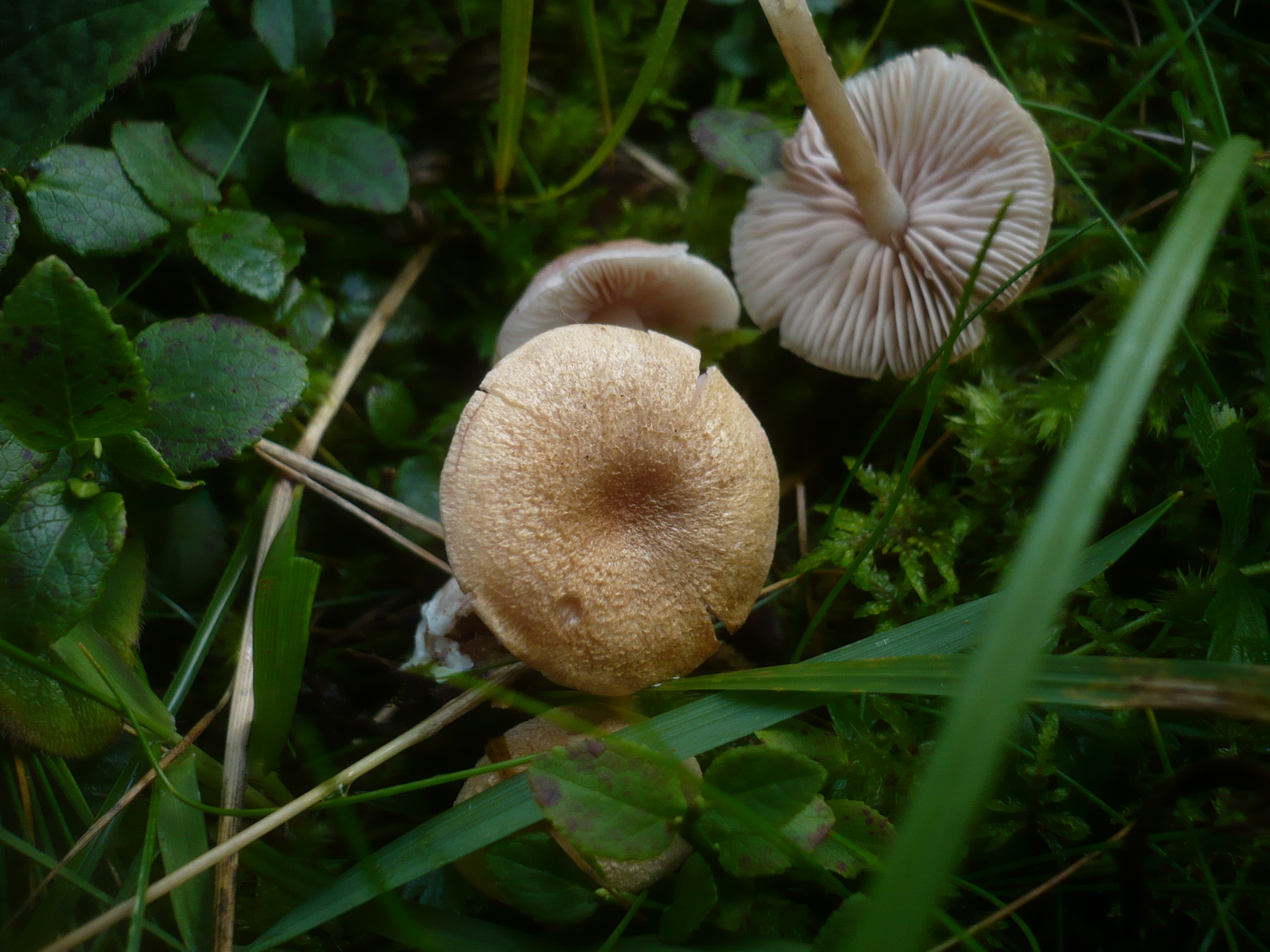
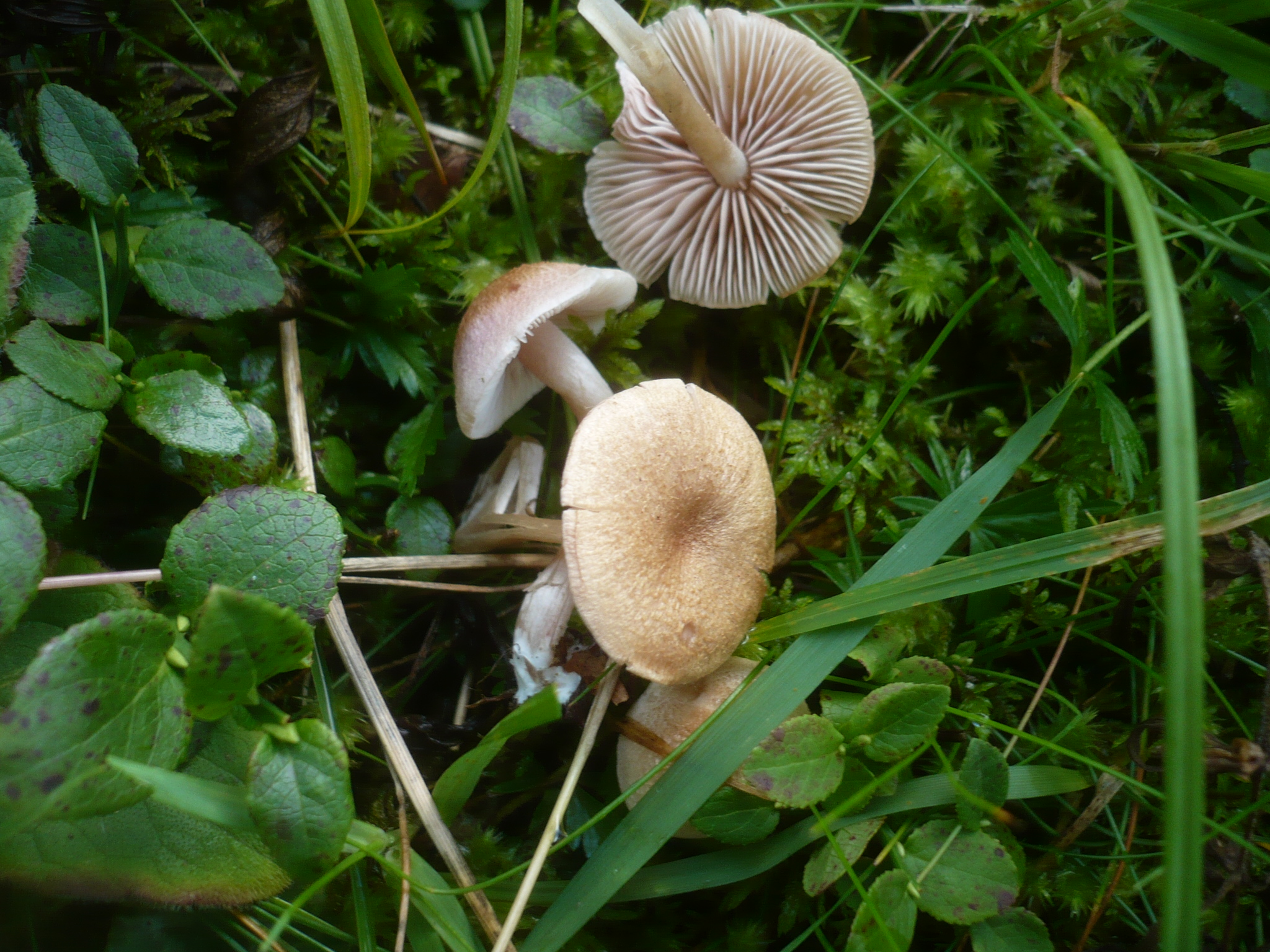
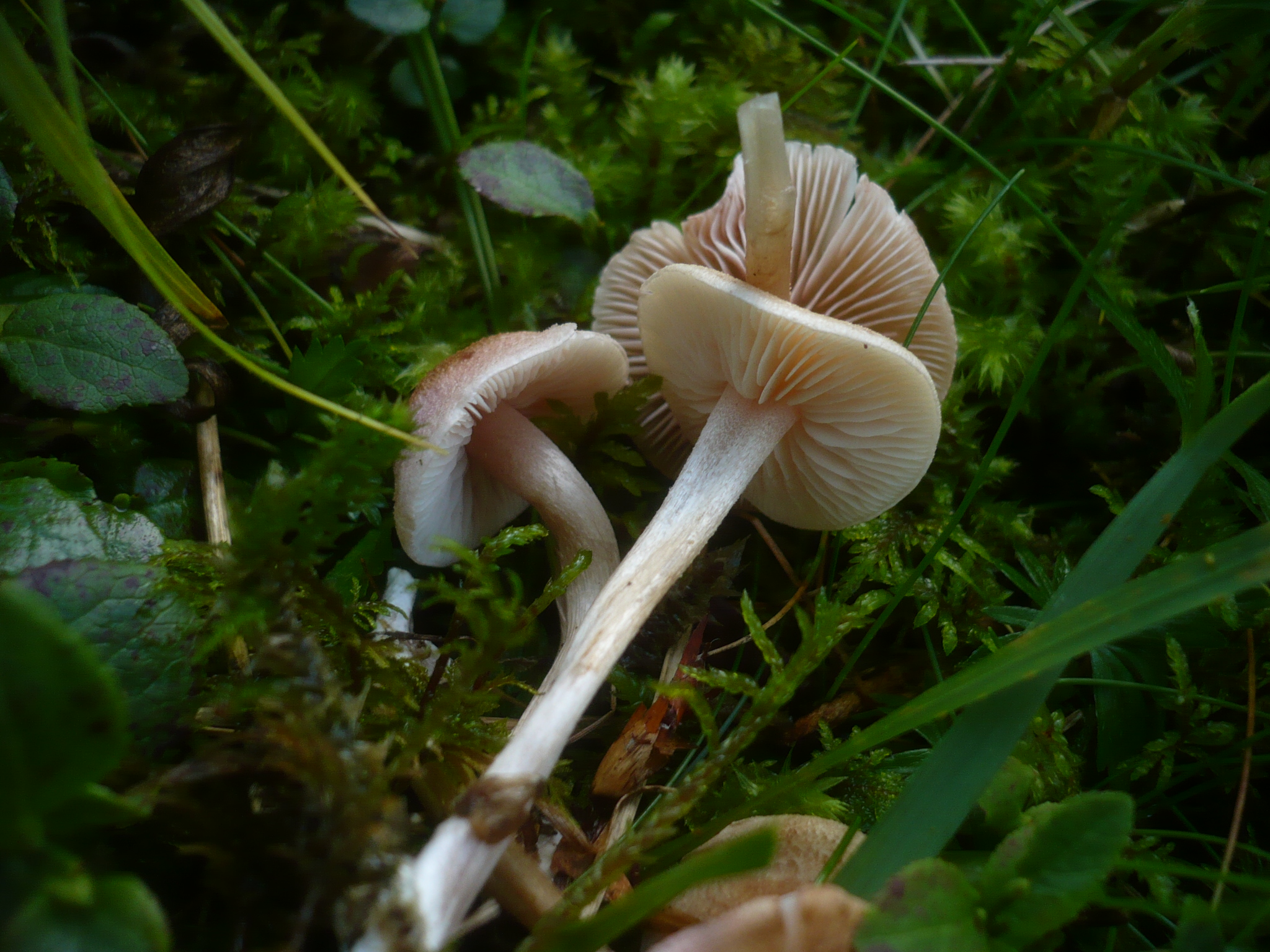
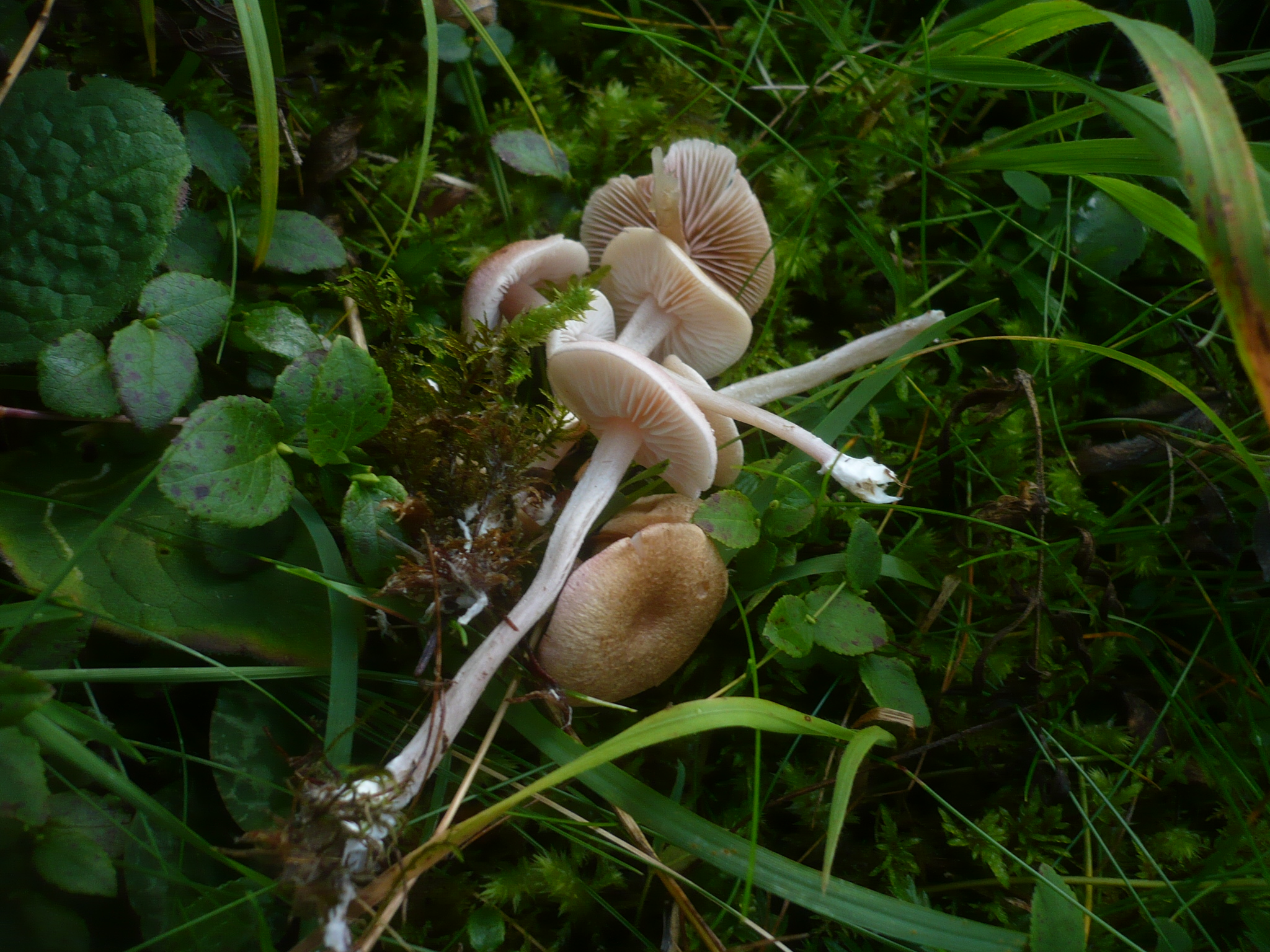
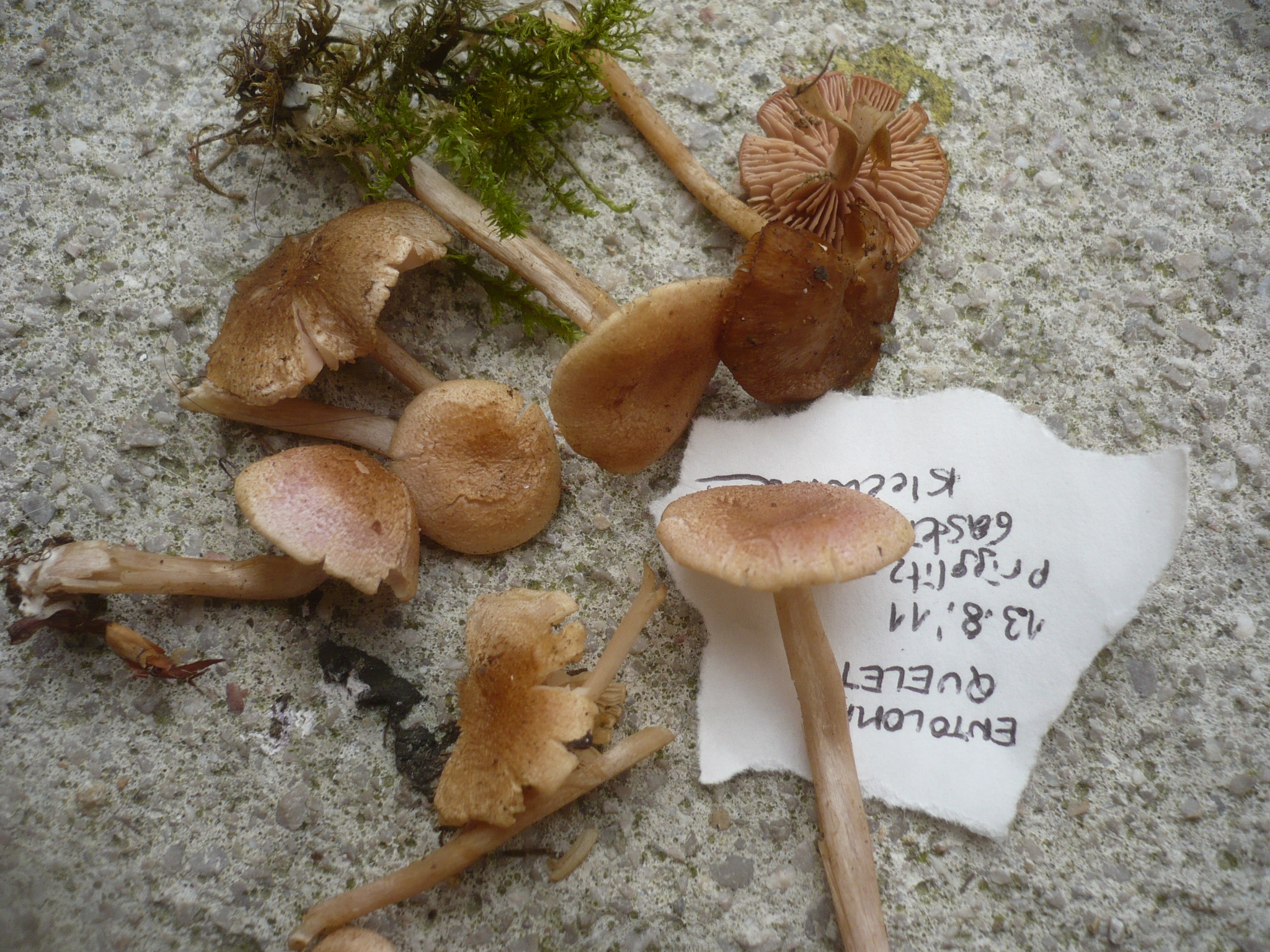
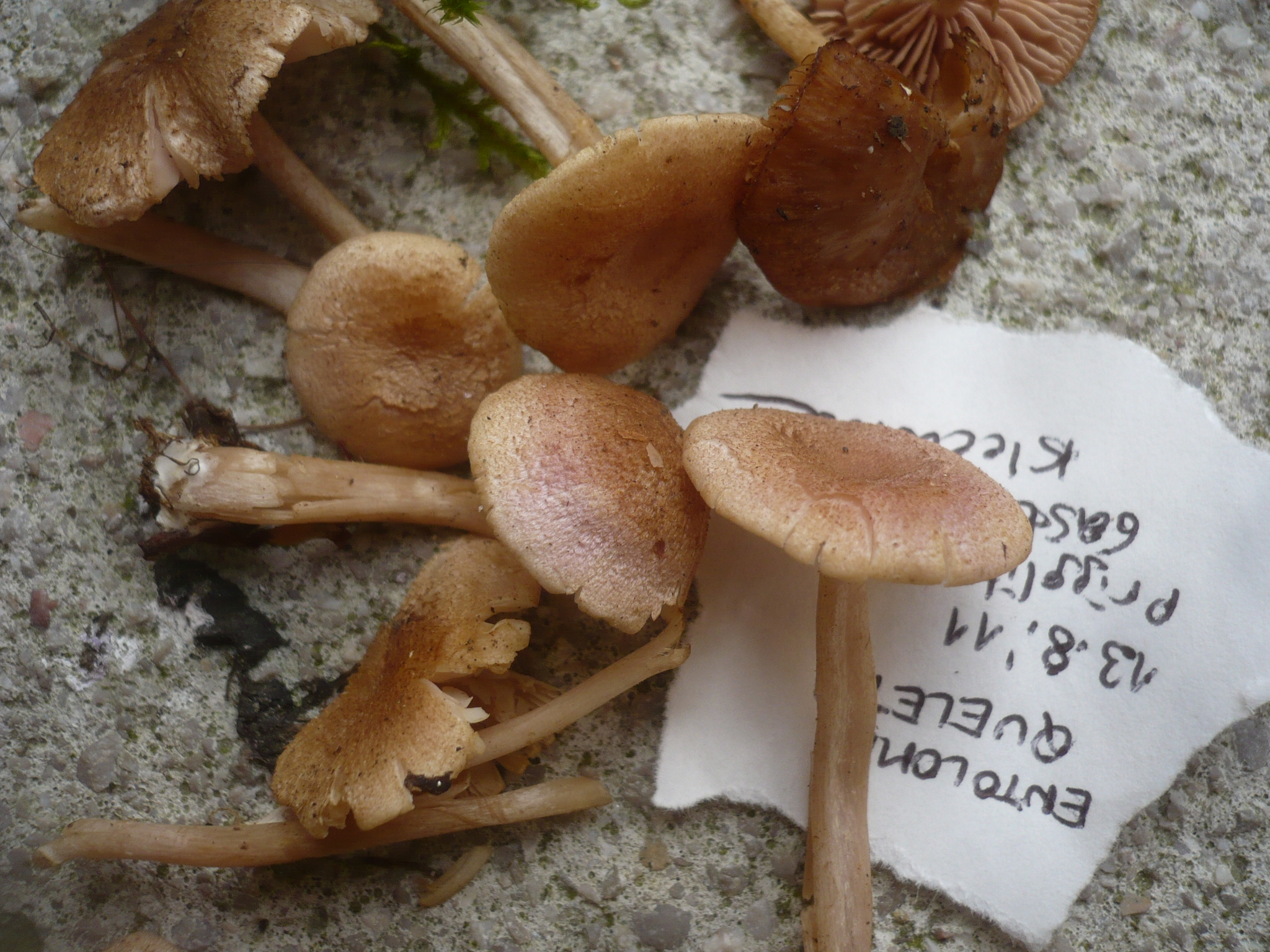
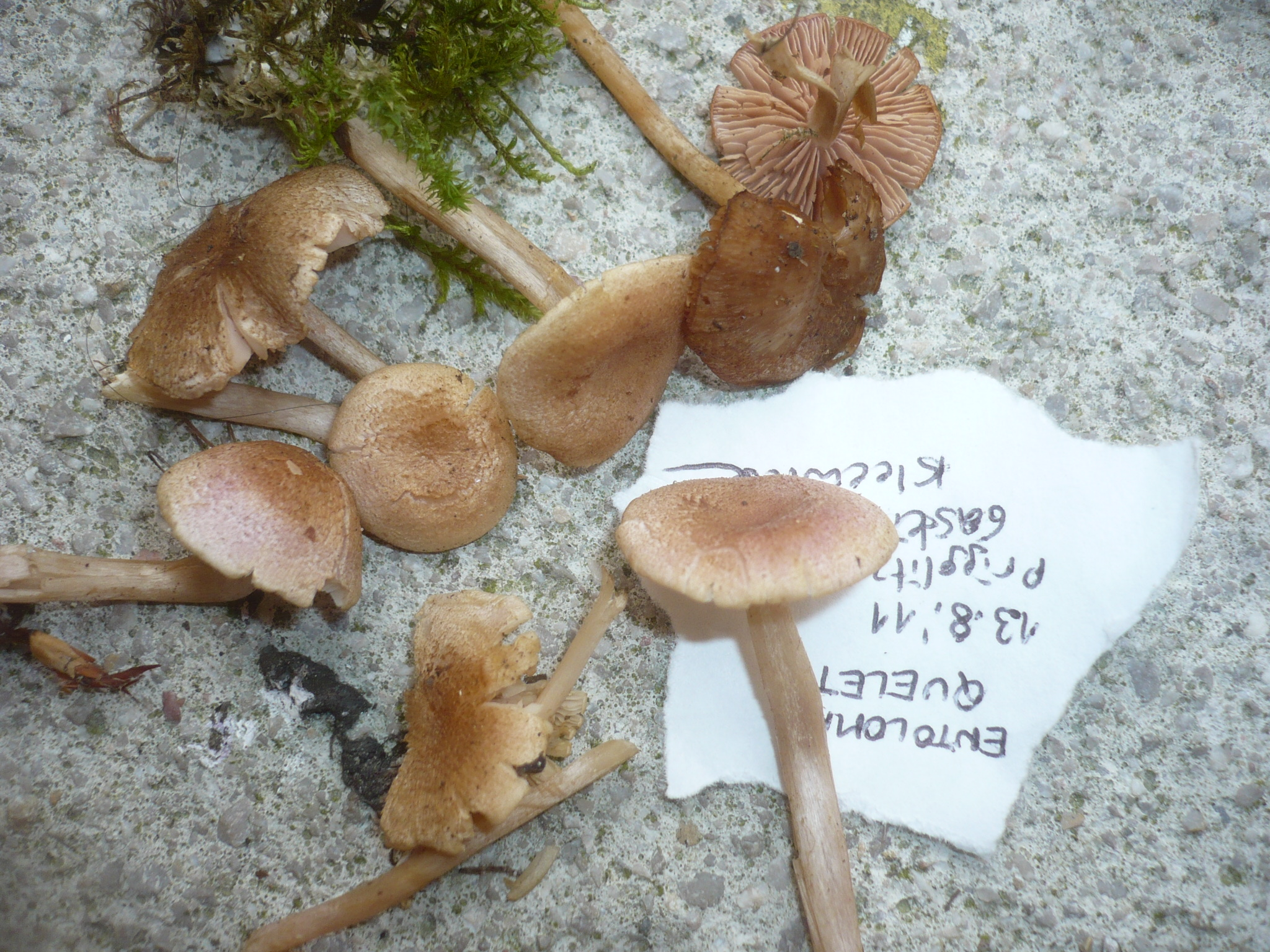
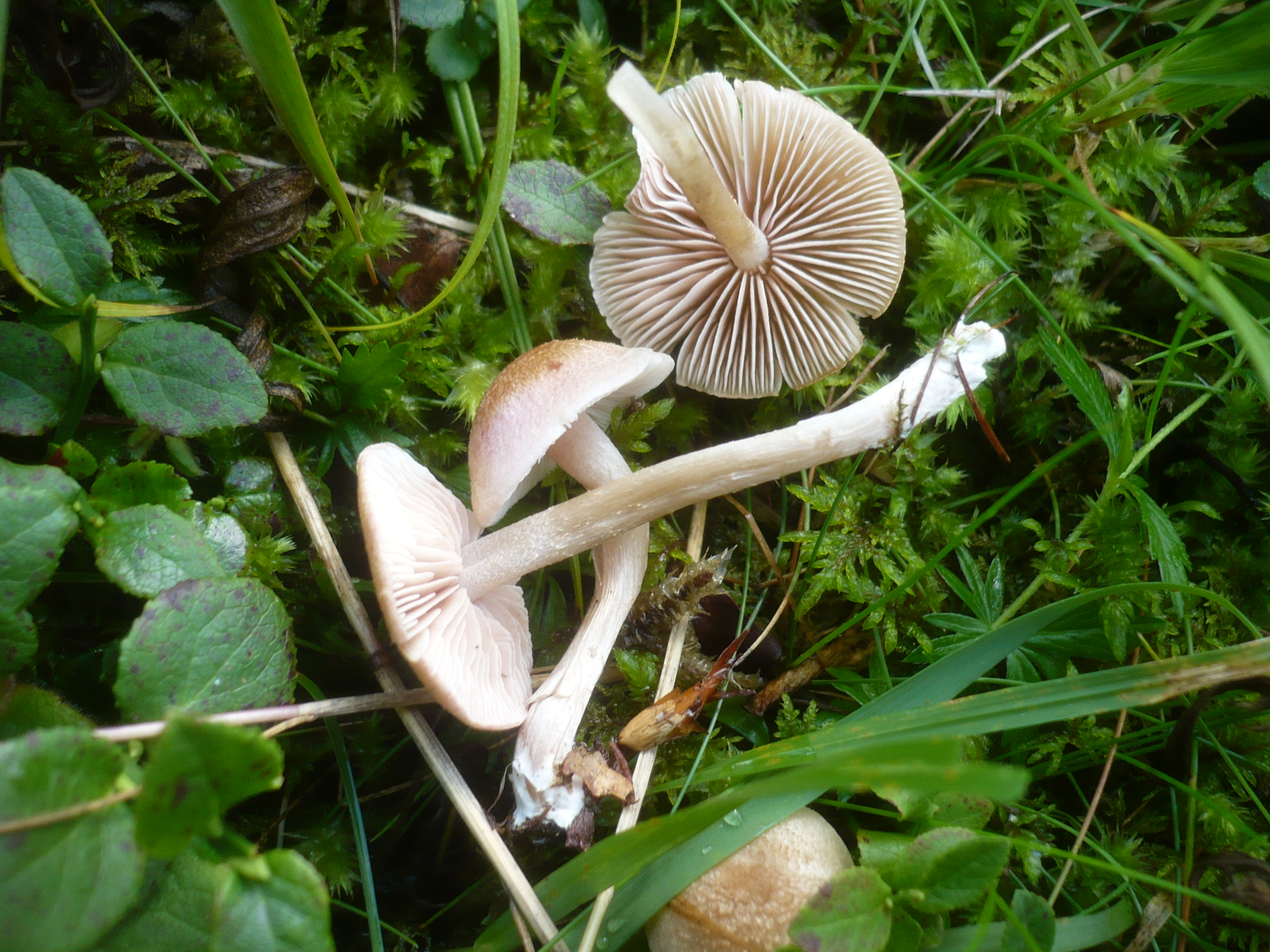